# 黃大仙官立小學
黃大仙官立小學（英語：Wong Tai Sin Government Primary School）位於九龍黃大仙正德街100號，是一所香港政府小學，由教育局直接管轄。
該校創辦於1959年，為黃大仙區學子提供小學教育。1993年，該校改以全日制模式辦學，也是市區第一所全日制的官立小學。1998年，該校加建新學樓，進一步改善學校環境。2008年，禮堂冷氣工程竣工，使學生能在更舒適的環境下愉快地學習。

## 校政管理
歷任校監
- 葉靈壁 女士

歷任校長
- 岑公浩 先生（上午校）[1]
- 陸增源 先生（下午校）[1]
- 梁嘉碧 女士[2]
- 關玉芬 女士

歷任副校長
- 梁碧茜 女士
- 黃慧儀 女士

## 著名/傑出校友
- 梁美儀：香港大學太古海洋科學研究所及生物科學學院教授[3]
- 袁國強：香港特别行政區政府第三任律政司司長[4]
- 王國強：金城營造集團主席兼行政總裁、第十屆、第十一屆及第十二屆全國政協委員、九龍樂善堂常務總理、2004年至2011年九龍城區議員[5]
- 鄭世豪（1990年下午校）：香港男藝人[6][7]
- 潘麗瓊：香港傳媒人[8]
- 陳國坤（1988年）：香港男演員

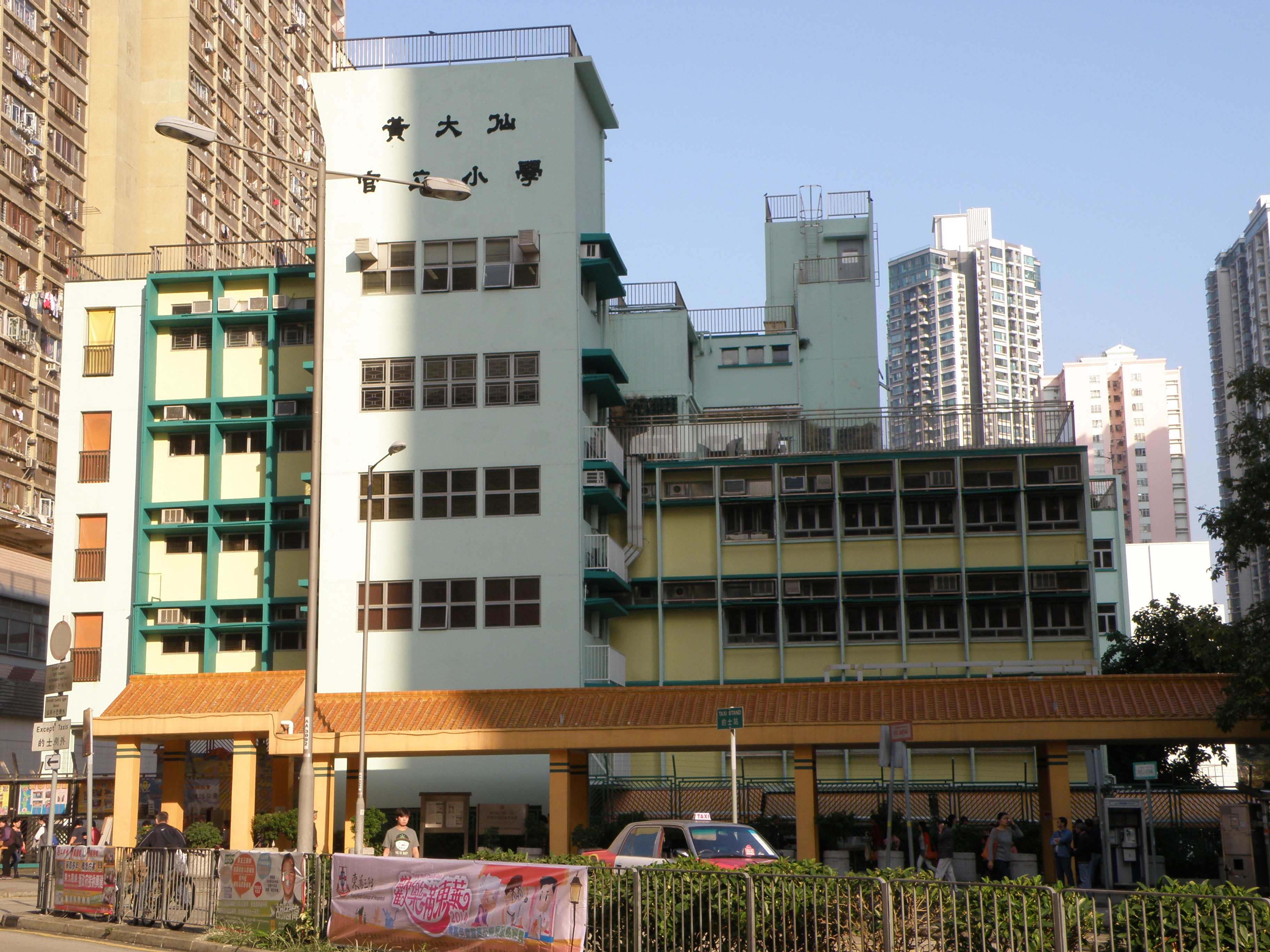
校舍西面

## 外部連結
- 黃大仙官立小學 （页面存档备份，存于）